# Skoki (gemeente)
De gemeente Skoki is een stad- en landgemeente in het Poolse woiwodschap Groot-Polen, in powiat Wągrowiecki.
De zetel van de gemeente is in Skoki.
Op 30 juni 2004 telde de gemeente 8681 inwoners.

## Oppervlakte gegevens
In 2002 bedroeg de totale oppervlakte van gemeente Skoki 198,52 km², waarvan:
- agrarisch gebied: 55%
- bossen: 35%

De gemeente beslaat 19,07% van de totale oppervlakte van de powiat.

## Demografie
Stand op 30 juni 2004:
| Omschrijving                   | Totaal | Totaal | Vrouwen | Vrouwen | Mannen | Mannen |
| ------------------------------ | ------ | ------ | ------- | ------- | ------ | ------ |
| eenheid                        | aantal | %      | aantal  | %       | aantal | %      |
| inwoners                       | 8681   | 100    | 4367    | 50,3    | 4314   | 49,7   |
| bevolkingsdichtheid (inw./km²) | 43,6   | 43,6   | 21,9    | 21,9    | 21,7   | 21,7   |

In 2002 bedroeg het gemiddelde inkomen per inwoner 1626,19 zł.

## Administratieve plaatsen (sołectwo)
Bliżyce, Brzeźno, Budziszewice, Chociszewo, Glinno, Grzybowo, Jabłkowo, Jagniewice, Kakulin, Kuszewo, Lechlin, Lechlinek, Łosiniec, Niedźwiedziny, Pawłowo Skockie, Pomarzanki, Potrzanowo, Raczkowo, Rakojady, Rejowiec, Roszkowo, Roszkówko, Rościnno, Sława Wielkopolska, Sławica, Stawiany, Szczodrochowo.

## Overige plaatsen
Antoniewo Górne, Antoniewo-Leśniczówka, Chociszewko, Dzwonowo, Dzwonowo Leśne, Grzybowice, Ignacewo, Lechlin-Huby, Miączynek, Młynki, Nadmłyn, Niedarzyn, Wysoka.

## Aangrenzende gemeenten
Kiszkowo, Kłecko, Mieścisko, Murowana Goślina, Rogoźno, Wągrowiec